# 오보다
오보다(Ovodda, 사르데냐어: Ovòdda)는 이탈리아 사르데냐 주 누오로도에 있는 코무네로, 칼리아리 북쪽으로 약 100 킬로미터 (62 mi), 누오로 남서쪽으로 약 30 킬로미터 (19 mi) 떨어져 있다.
오보다는 다음 코무네와 접한다: 데술로, 폰니, 가보이, 올롤라이, 테티, 티아나.

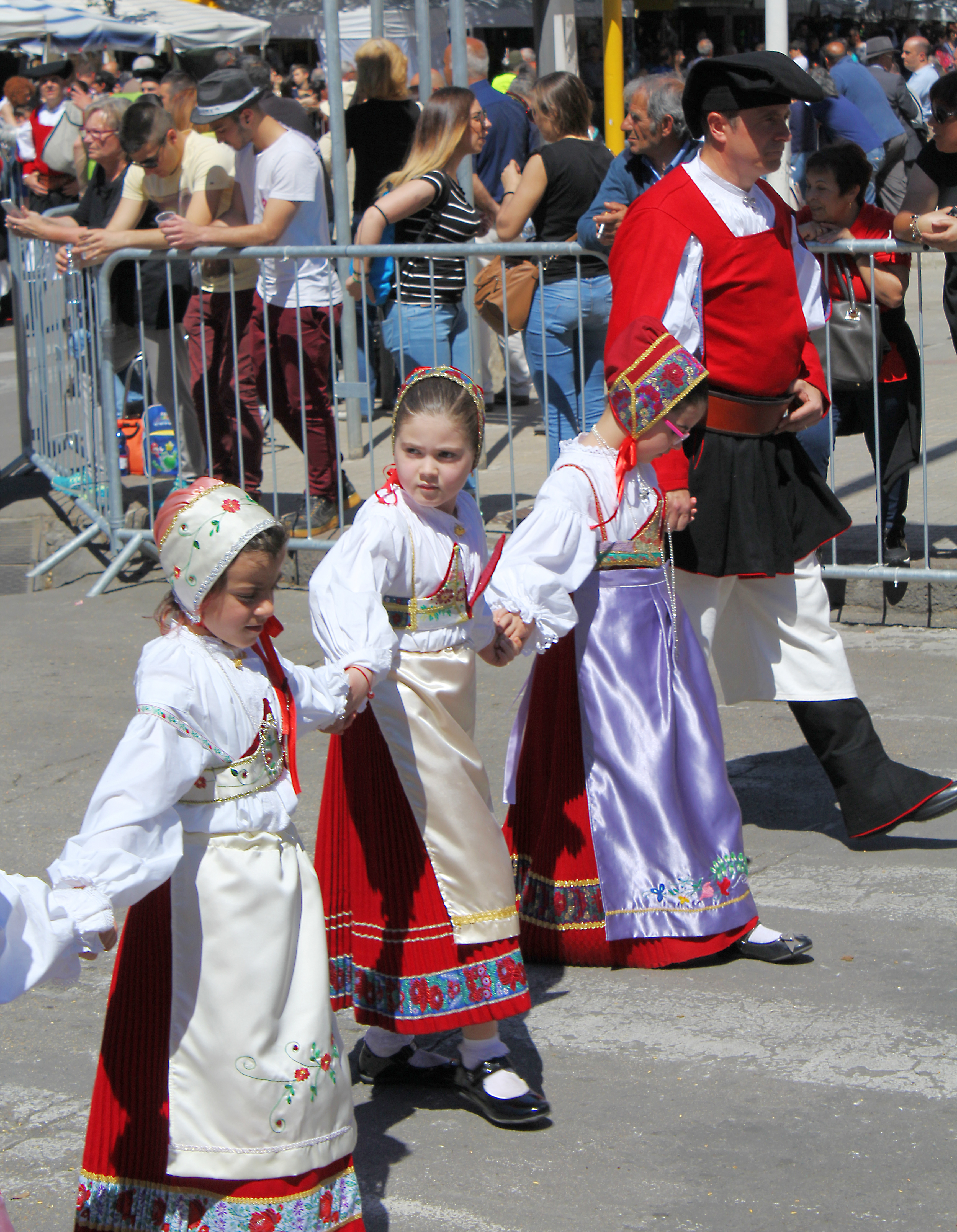
오보다의 전통 의상.